# Тютрюмов, Игорь Матвеевич
Игорь Матвеевич Тютрюмов (23 мая (4 июня) 1855, село Вопчево, Кирилловский уезд, Новгородская губерния — 29 марта 1943, посёлок Нарва-Йыэсуу, (Эстония) — русский юрист-цивилист, сенатор, член Государственного совета, профессор Тартуского университета.

## Семья
Родился в дворянской семье. Фамилия Тютрюмовых упоминалась ещё в Бархатной книге среди прочих древних дворянских фамилий. Но с течением времени та ветвь рода, к которой принадлежал дед будущего юриста, прапорщик Иван Михайлович Тютрюмов, настолько захудала, что в ходе происходившего в начале XIX в. заполнения дворянских родословных книг была внесена не в часть VI губернских родословных книг, куда вносились старинные фамилии (древностью происхождения не менее 100 лет), а по фактически занимаемому статусу — в часть II, куда вносилось военное дворянство. Его отец, Матвей Иванович, был коллежским регистратором, выйдя в отставку, поселился в небольшом имении, был вынужден получить свидетельство о бедности: «Дано коллежскому регистратору М. И. Тютрюмову в том, что он, имея одиннадцать человек детей, состояния весьма недостаточного, с трудом имеет средства к их содержанию». Из-за того, что семья была многодетная, достаток — крайне скромный был. И. М. Тютрюмову с детских лет пришлось узнать, что такое нужда, и понять, что всего в жизни ему предстоит достичь своим усердием, не рассчитывая ни на связи, ни на состояние.
Братья:
- Александр, частный поверенный, в течение 25 лет был гласным Кирилловского уездного земства, член кадетской партии.
- Алексей, в течение шести лет был председателем Кирилловской уездной земской управы, затем служил по Министерству финансов. Много содействовал развитию просвещения в уезде.
- Иван, также дважды избирался председателем Кирилловской уездной земской управы. В 1906 году был избран в третий раз, но не утверждён губернатором за либеральные взгляды.

## Образование
Окончил первую Новгородскую гимназию (1874), юридический факультет Санкт-Петербургского университета (1878) со степенью кандидата (тема кандидатской работы «Историко-догматическое исследование имущественных отношений между супругами по русскому законодательству, сравнительно с обычным местным правом»; удостоена золотой медали). Был оставлен при университете для приготовления к профессорскому званию по кафедре гражданского права и судопроизводства под руководством профессора К. И. Малышева (1878—1881).

## Деятельность в России
- С 1881 — гласный Кирилловского уездного земства.
- В 1881—1884 — участковый мировой судья, председатель Кирилловского съезда мировых судей.
- В 1884—1887 — член Новгородской губернской земской управы, почётный мировой судья Кирилловского уезда. Серьёзно интересовался вопросами народного просвещения, автор серии очерков «Народная школа на Севере», опубликованных в «Русской мысли».
- В 1887—1889 — член Люблинского окружного суда.
- В 1889—1895 — член Ревельского окружного суда.
- В 1895—1897 — состоял за обер-прокурорским столом во II («крестьянском») департаменте Правительствующего Сената, был юрисконсультом Министерства юстиции.
- В 1897—1899 — товарищ председателя Курского окружного суда, возобновил деятельность Курского юридического общества, был его председателем. Читал лекции по законоведению в Курском землемерном училище.
- В 1899—1901 — член Харьковской судебной палаты, принимал участие в учреждении местного юридического общества (был товарищем председателя), преподавал на юридическом факультете Харьковского университета.
- В 1901—1905 — товарищ обер-прокурора II департамента Сената.
- В 1901—1915 — гласный Петербургской городской думы, где с 1905 года был председателем юридической комиссии.
- В 1903—1918 — приват-доцент Петербургского (Петроградского) университета по кафедре гражданского права и судопроизводства.
- В 1909—1917 читал лекции по гражданскому судопроизводству на Петербургских Высших женских курсах.
- С 1911 года преподавал на юридическом факультете Психоневрологического института.
- Был председателем отделения обычного права Петербургского юридического общества.
- В 1905—1917 — обер-прокурор II департамента Сената. Сдержанно относился к ломке общины в рамках реформаторского курса П. А. Столыпина, но при этом выступал против произвола общины в отношении её отдельных членов. Являлся сторонником безусловного приоритета соблюдения законности над ведомственными интересами. Был известен как компетентный и принципиальный юрист, крупный знаток крестьянского права.
- В 1914—1917 — почётный мировой судья Петроградского мирового округа.
- С 1914 — тайный советник.
- В 1915—1917 — член Государственного совета (по выборам, от Новгородского губернского земского собрания), входил в группу центра.
- В 1916—1917 — сенатор с оставлением в должности обер-прокурора.
- С 1917 (после Февральской революции) — первоприсутствующий II департамента Сената.
- В 1919 году бежал из красного Петрограда, перешёл линию фронта и присоединился к Северо-Западной армии генерала Н. Н. Юденича, был товарищем министра юстиции Северо-Западного правительства, членом редколлегии газеты «Свободная Россия».

## Деятельность в Эстонии
- С 1919 — в эмиграции в Эстонии.
- В 1920 — секретарь общества «Белый крест», занимавшегося оказанием правовой, материальной и духовной помощи нуждающимся чинам Северо-западной армии, оставшимся в пределах Эстонии. Был вице-президентом комитета «День русского инвалида».
- С 1920 — ординарный профессор гражданского права и судопроизводства и торгового права Тартуского университета, с 1935 — заслуженный профессор. Его учениками были многие эстонские юристы.
- В 1920—1921 — научный советник кодификационного отдела Министерства юстиции Эстонии, принял участие в разработке Гражданского уложения Эстонской республики.
- В 1920 под его руководством был выработан Устав русского комитета эмигрантов в Эстонии.
- В 1920—1922 — председатель Ревельского юридического общества, в 1922 вошёл в состав Союза юристов Эстонии.
- С 1921 — председатель Русской академической группы, объединившую русских учёных, проживавших в Эстонии.
- В 1922 году был учредителем Русского просветительно-благотворительного общества «Разумный досуг», которое занималось борьбой с пьянством.
- С 1927 — заведующий Тартуским народным университетом, созданным Русской академической группой, читал в нём лекции.
- В 1927—1928 участвовал в издании «Нашей газеты», в 1931—1932 — газеты «Русский вестник».
- В 1933—1940 — председатель Русского национального союза — объединения, занимавшегося защитой национально-культурных и экономических интересов русского национального меньшинства в Эстонии.

## Научная деятельность
Автор многочисленных работ по крестьянскому, семейному и гражданскому праву, фундаментальных комментариев к российскому гражданскому законодательству («Законы гражданские с разъяснениями Правительствующего Сената и комментариями русских юристов» — работа выдержала шесть изданий — последнее в Риге в 1923, а также была перепечатана в 2004 в Москве). Также автор учебников «Гражданское право» (Тарту, 1922) и «Конкурсное право» (Каунас, 1931).

## Основные труды
- Законы гражданские с разъяснениями Правительствующего Сената и комментариями русских юристов. Книга первая / Сост. И. М. Тютрюмов; Науч. ред. В. С. Ем. — М.: Статут, 2004. — 348 с. — (Классика российской цивилистики). — ISBN 5835401922.
- Законы гражданские с разъяснениями Правительствующего Сената и комментариями русских юристов. Книга вторая / Сост. И. М. Тютрюмов; Науч. ред. В. С. Ем. — М.: Статут, 2004. — 603 с. — (Классика российской цивилистики). — ISBN 5835401930.
- Законы гражданские с разъяснениями Правительствующего Сената и комментариями русских юристов. Книга третья / Сост. И. М. Тютрюмов; Науч. ред. В. С. Ем. — М.: Статут, 2004. — 571 с. — (Классика российской цивилистики). — ISBN 5835401949.
- Законы гражданские с разъяснениями Правительствующего Сената и комментариями русских юристов. Книга четвертая / Сост. И. М. Тютрюмов; Науч. ред. В. С. Ем. — М.: Статут, 2004. — 635 с. — (Классика российской цивилистики). — ISBN 5835401957.
- Законы гражданские с разъяснениями Правительствующего Сената и комментариями русских юристов. Книга пятая / Сост. И. М. Тютрюмов; Науч. ред. В. С. Ем. — М.: Статут, 2004. — 444 с. — (Классика российской цивилистики). — ISBN 5835402074.
- О праве юридических обществ печатать свои труды без предварительной цензуры.//Право. СПб.,1899, ст.289-292;
- Производство местных действий по гражданским делам.//Право. СПб.,1902, ст.415-418;
- Преемство наследников в обязательстве наследодателя по обеспечению внебрачных детей.//Право. СПб.,1902, ст.1074-1078;
- К применению гербового устава в судебных установлениях.//Право. СПб.,1902, ст.2046-2048;
- О восстановлении срока на обжалование решений в крестьянских учреждениях.//Право. СПб.,1902, ст.2106-2108;